# Oecetis guamana
Oecetis guamana är en nattsländeart som först beskrevs av Fischer 1970.  Oecetis guamana ingår i släktet Oecetis och familjen långhornssländor. Inga underarter finns listade i Catalogue of Life.